# الگوریتم اکس کنوث
"الگوریتم اکس" نامی است که دانلد کنوث در مقاله خود با نام "پیوندهای رقصنده" (به انگلیسی: Dancing Links) برای اشاره به "رویکرد واضح سعی و خطا" برای یافتن تمام پاسخ‌های ممکن برای مسئله پوشش دقیق، بکار برده‌است. از نظر فنی الگوریتم اکس یک الگوریتم بازگشتی، غیر قطعی، عمق-اول با پس گرد است. در حالی که الگوریتم اکس به‌طور کلی به عنوان یک توضیح موجز برای بیان راه حل مسئله پوشش دقیق مفید است، ممکن است منظور راه حل کنوث در ارائه آن صرفاً برای نشان دادن روش ابزار پیوندهای رقصنده با استفاده از یک پیاده‌سازی کارای آن تحت عنوان DLX باشد.